# Иван IV (опера)
«Иван IV» (фр. Ivan IV) — опера в пяти актах композитора Жоржа Бизе на либретто Франсуа-Ипполита Леруа и Анри Трианона. Опера была написана между 1862 и 1864 годами. Премьерный показ, сыгранный труппой Большого театра в Бордо, состоялся через много лет после смерти композитора — 12 октября 1951 года.
Либретто оперы написано в традиции Скриба: фабула оказывается важнее музыкальной характеристики. Музыка несёт на себе следы сильного влияния музыкального творчества Мейербера, Гуно и Верди.

## История создания
В январе 1856 года Эдмон Кронье, директор Парижской оперы, предложил композитору Шарлю Гуно написать оперу на либретто об Иване Грозном. Композитор выразил согласие. Репетиции должны были начаться в ноябре того же года, но Гуно завершил работу только в 1857 году или 1858 году. Отказ Парижской оперы в постановке сочинения привёл к тому, что композитор использовал часть партитуры в своих более поздних сочинениях. Так, хор солдат в опере «Фауст» был заимствован им из своей оперы об Иване Грозном.
Около 1862 года Жорж Бизе по тому же либретто начал работу над оперой. Он закончил произведение в конце 1862 — начале 1863 года или в 1864 году. Точная дата не известна. Премьера должна была состояться в 1865 году в Имперском театре лирической оперы (Шатле), но в постановке композитору было отказано. Также в постановке ему отказала Парижская опера. «Иван IV» не был ни поставлен, ни даже издан. По ходившим в то время слухам, в отчаянии Жорж Бизе разорвал или сжёг партитуру. Летом следующего года Жорж Бизе начал работу над следующей оперой «Пертская красавица».
Партитура была обнаружена среди бумаг Эмиля Штрауса, мужа вдовы Жоржа Бизе, после его смерти в 1929 году. Она была представлена в 1938 году на выставке в Парижской опере. Первый спектакль-концерт с сопровождением фортепиано был дан в 1940 году. В 1943 году недостающие части партитуры были восстановлены композитором Анри-Полем Бюссе по эскизам самого Жоржа Бизе.

## Постановки
После частного исполнения восстановленной партитуры в четырёх действиях вместо пяти и со многими сокращениями в замке Мюхринген под Тюбингеном, премьера оперы состоялась в Большом театре в Бордо 12 октября 1951 года. Следующая постановка была представлена публике в Кёльне в апреле и Берне в декабре 1952 года.
В 1970-е годы более точный вариант оперы, с восстановленными фрагментами, которые ранее были вырезаны, подготовили на BBC. Эта версия была показана на BBC в октябре 1975 года. Оркестром дирижировал Брайден Томсон. Впоследствии дирижёр Говард Уильямс на фестивале в Монпелье продемонстрировал свой собственный вариант с неполной финальной сценой, переработанной из материала Жоржа Бизе. Спектакль транслировался по радио Франции. Новая запись этой версии была сделана в марте 2002 года. Оркестром дирижировал Микаэль Шёнвандт.

## Действующие лица
| Роль                     | Голос                 | Первый исполнитель |
| ------------------------ | --------------------- | ------------------ |
| Иван IV, русский царь    | бас                   | Пьер Нугаро        |
| Мария Темрюковна         | сопрано               | Жоржетта Камар     |
| Игорь, её брат           | тенор                 | Миро Скала         |
| Темрюк, черкесский князь | бас                   | Мишель Таверна     |
| Юрлов, боярин            | бас-баритон           | Шарль Суа          |
| Юный болгарин            | меццо-сопрано / тенор | Рене Кулон         |
| Ольга, сестра царя       | меццо-сопрано         | Марта Куст         |
| Русский офицер           | тенор                 | Поль Грожан        |
| Черкес                   | бас                   | Раймон Романен     |

## Сюжет

### Акт I
Горное селение на Кавказе. Женщины пришли за водой к источнику, в то время как их мужчины ушли на охоту. Появляется незнакомец, юный болгарин, сбившийся с пути. Он слуга и ищет своего хозяина. Мария, дочь местного князя Темрюка, предлагает ему отдохнуть, перед тем, как снова отправиться в дорогу. Появляется ещё один незнакомец, Иван IV, хозяин юного болгарина. Он очарован Марией. За протянутый ему кубок воды, Иван дарит девушке горный цветок и удаляется со слугой. Мария смущена.
Появляется черкесский князь Темрюк. Вбегает слуга, который говорит ему о появлении русских воинов. От имени Ивана они требуют отдать им Марию. Старик просит оставить ему дочь. Чтобы спасти отца, Мария добровольно уходит с чужестранцами.
Довольные удачной охотой, в селение возвращаются мужчины. Игорь, сын Темрюка, узнав о происшествии, собирает отряд черкесских джигитов в погоню за похитителями. Темрюк, понимая, что соперник сильнее, и боясь потерять и сына, решает отправить убийцу-мстителя к заказчику похищения. По приказу князя все джигиты тянут жребий. Жребий выпадает его сыну Игорю.

### Акт II
Москва. Пир в Кремле. Бояре празднуют победу Ивана над татарами. Из окон палаты пирующие наблюдают казнь осужденных преступников, которые тщетно молят о милости. Иван поздравляет боярина Юрлова, который раскрыл очередной заговор, и велит юному болгарину спеть песню его родины. Царь отвечает ему застольной песней, воспевающей войну. Иван приказывает ввести в палату девиц, одна из которых станет его женой. Юрлов надеется, что царь выберет его дочь Софию. Появляется группа девушек в вуалях. Иван велит им снять вуали, но Мария, узнав в царе незнакомца, отказывается подчиниться ему. Разгневанный царь приказывает сорвать с неё вуаль. Он узнаёт её и снова очарован. Девушка просит отпустить её на родину. Царь гневается и готов взять Марию силой, но появляется процессия богомольцев во главе с царевной Ольгой, сестрой Ивана, которая берёт девушку под свою защиту. Она напоминает брату, что власть Бога выше царской. Тем временем, Юрлов, оскорблённый выбором царя, клянётся отомстить ему.

### Акт III
Москва. Площадь в Кремле. Народ празднует свадьбу Ивана и Марии. В толпе Игорь вдруг встречает отца. Темрюк тайно прибыл в Москву, чтобы отомстить царю. Боярин Юрлов случайно слышит их разговор. Он уговаривает Игоря убить Ивана.

### Акт IV
Покои у брачного чертога. Мария размышляет о своей судьбе. Она влюбилась в Ивана. Юрлов помогает Игорю пробраться в царские покои. Он готовит убийство государя. Игорь случайно встречает Марию, которая отговаривает его от мести. Тогда Юрлов выдает их, обвинив в сговоре. Потрясённый предполагаемым предательством супруги, Иван не желает слушать объяснений. Появляется офицер, который сообщает царю о пожаре в Москве. Царь приказывает арестовать Игоря и Марию, а сам заболевает.

### Акт V
Сцена первая. Москва. У стен Кремля появляется Иван, только что бежавший из темницы, куда его, воспользовавшись болезнью, заточил Юрлов. Царь встречает здесь Темрюка, от которого узнает, что Игорь и Мария являются братом и сестрой и оба приговорены Юрловым к смерти.
Сцена вторая. Москва. Зал в Кремле. Юрлов провозглашает себя регентом, а царя объявляет утратившим рассудок. Он пытается сорвать корону с головы осуждённой на смерть Марии. Врывается Иван и приказывает казнить боярина Юрлова. Подданные радуются спасению государя и его супруги.